# المصحف الأزرق
المصحف الأزرق هو نسخة من القرآن الكريم مكتوب بالخط الكوفي المذهب على الورق الأزرق النادر. يرجع إلى القرن الرابع للهجرة، تم اكتشافه في مدينة القيروان.

## التاريخ
يعود المصحف إلى النصف الثاني من القرن الرابع للهجرة (القرن 10م)، وتثبت سجلات الجامع الأعظم بالقيروان وجوده بمكتبته منذ القرن الخامس إذ يشير جرد مخطوطات المسجد الكبير بالقيروان المحرر سنة 693 هجرية/1292-1293 ميلادية، إلى هذا القرآن بالعبارات التالية «... في سبعة مجلدات من الحجم الكبير كتب بالذهب في خط كوفي على رق أزرق أسود. كتبت السور وعدد الآيات والأحزاب بالفضة؛ وغلف المصحف بجلد مطبوع على خشب مبطن بالحرير. "يحتفظ بهذا المخطوط حاليا بتونس، باستثناء الأجزاء الأربعة الأولى الموزعة على متاحف ومجموعات خاصة عبر العالم» 

خلال القرن التاسع عشر للميلاد تم نهب المكتبة وسرقت عدة صفحات منه نجدها اليوم في مجموعات خاصة وفي بعض متاحف أوروبا.
لا زال جزء من المصحف موجود ضمن مجموعة المخطوطات القيروانية، حيث نجد بعض صفحاته بالمتحف الوطني للفن الإسلامي برقادة للفنون الإسلامية.

## معرض الصور

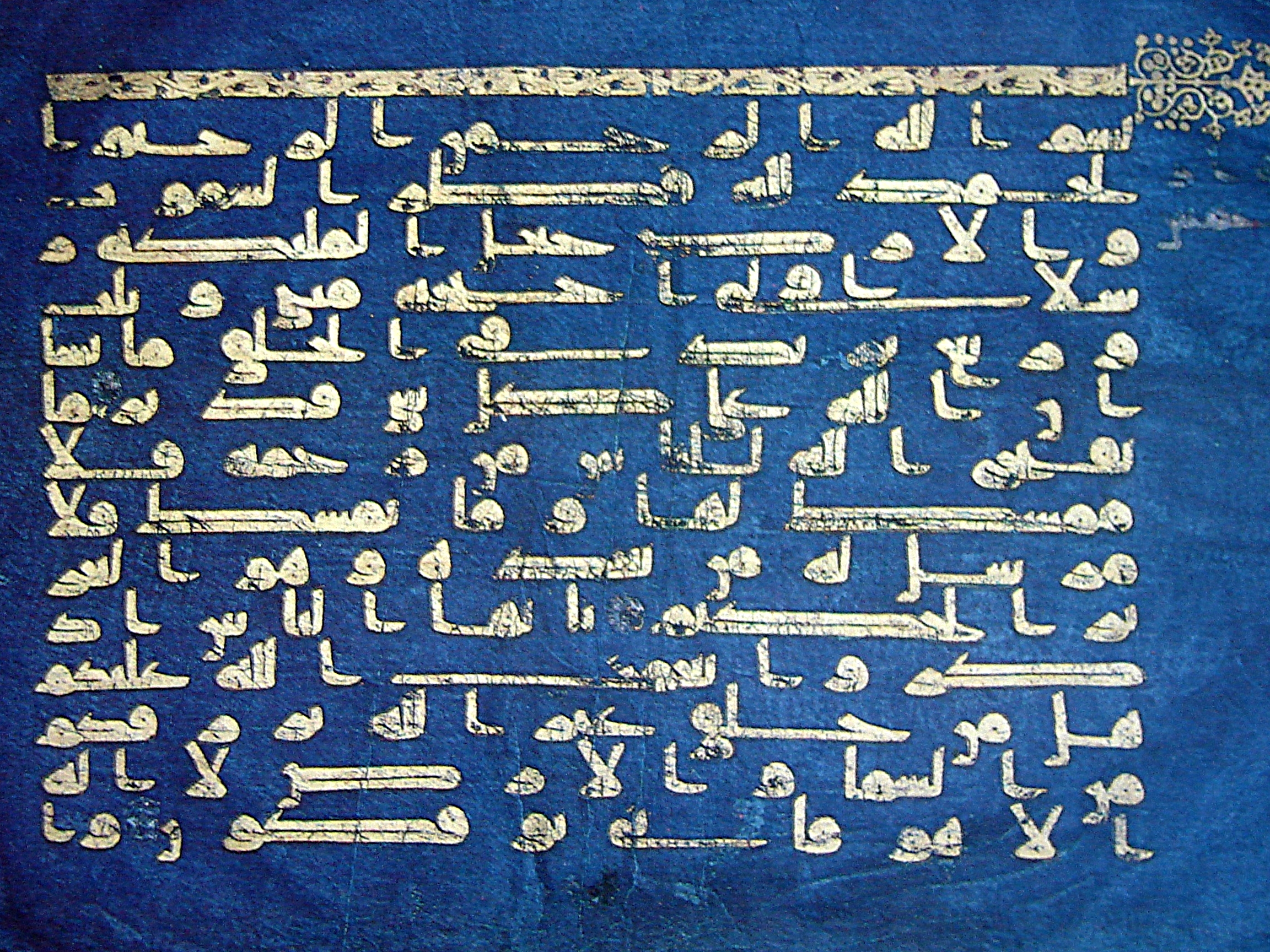
صفحة من المصحف الأزرق، المتحف الوطني للفن الإسلامي برقادة
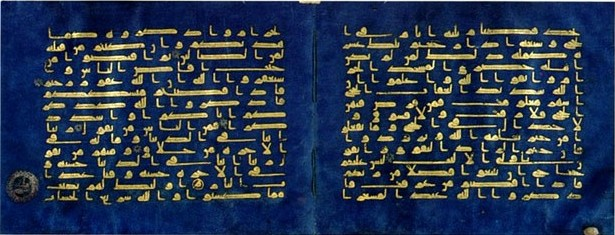
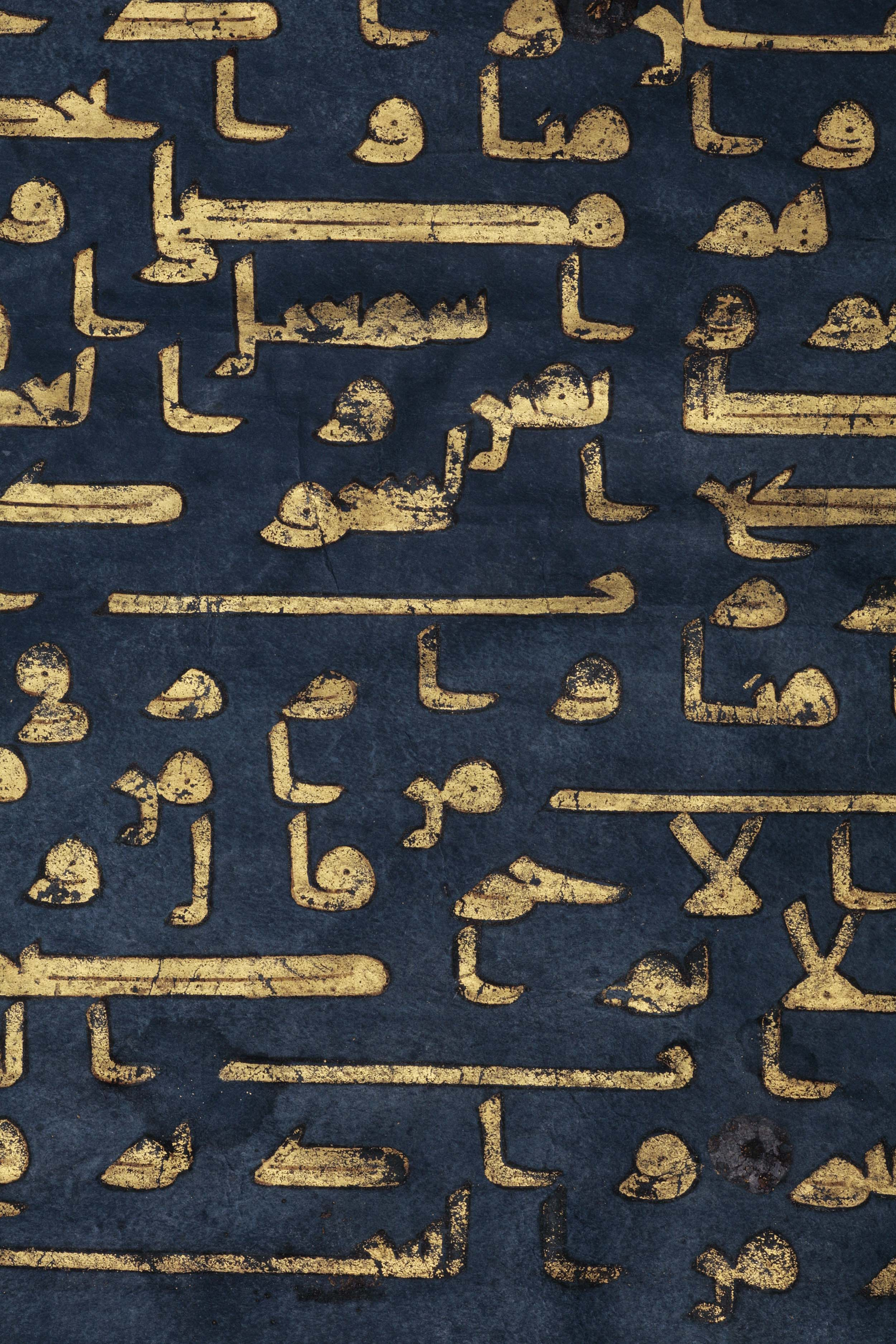
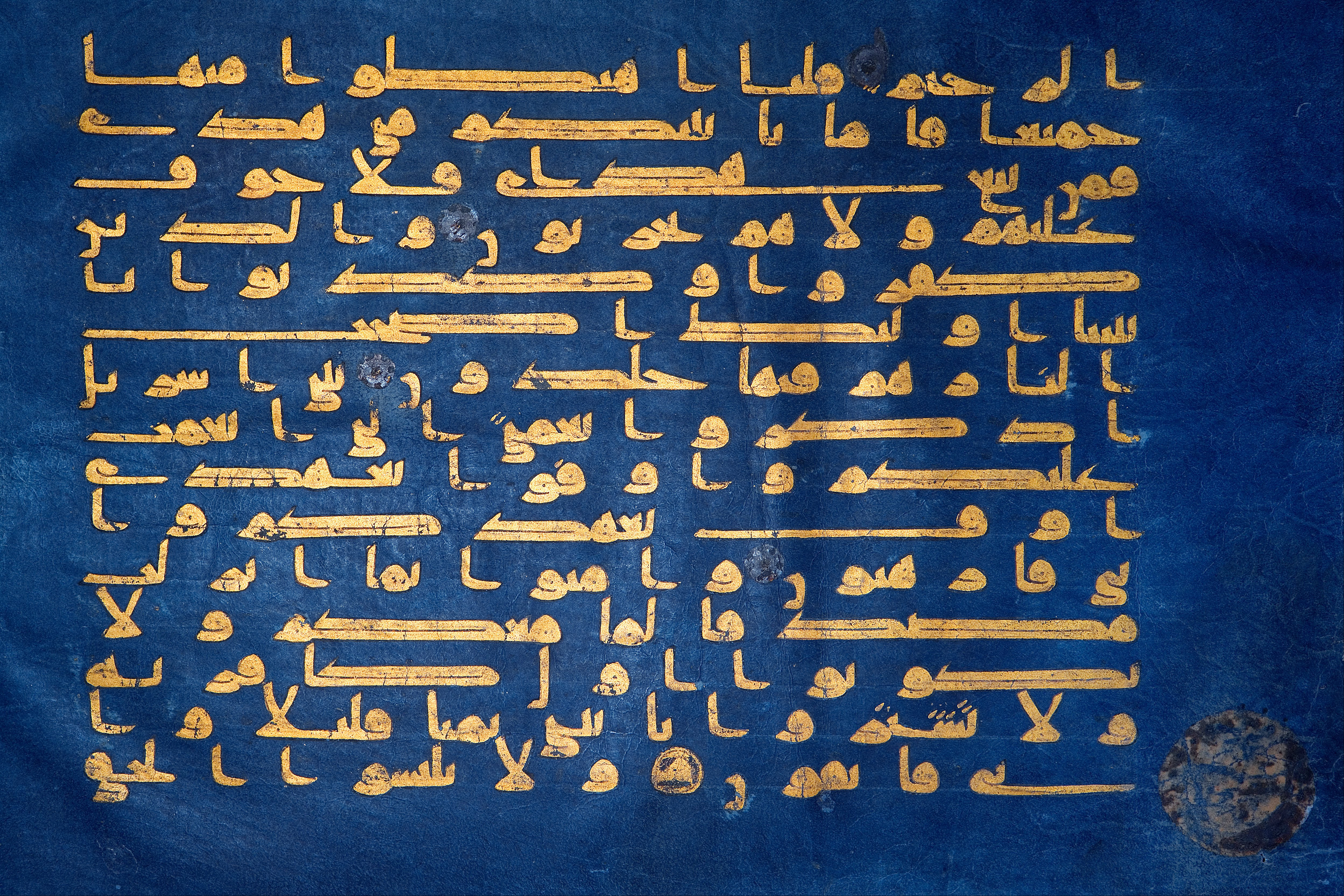
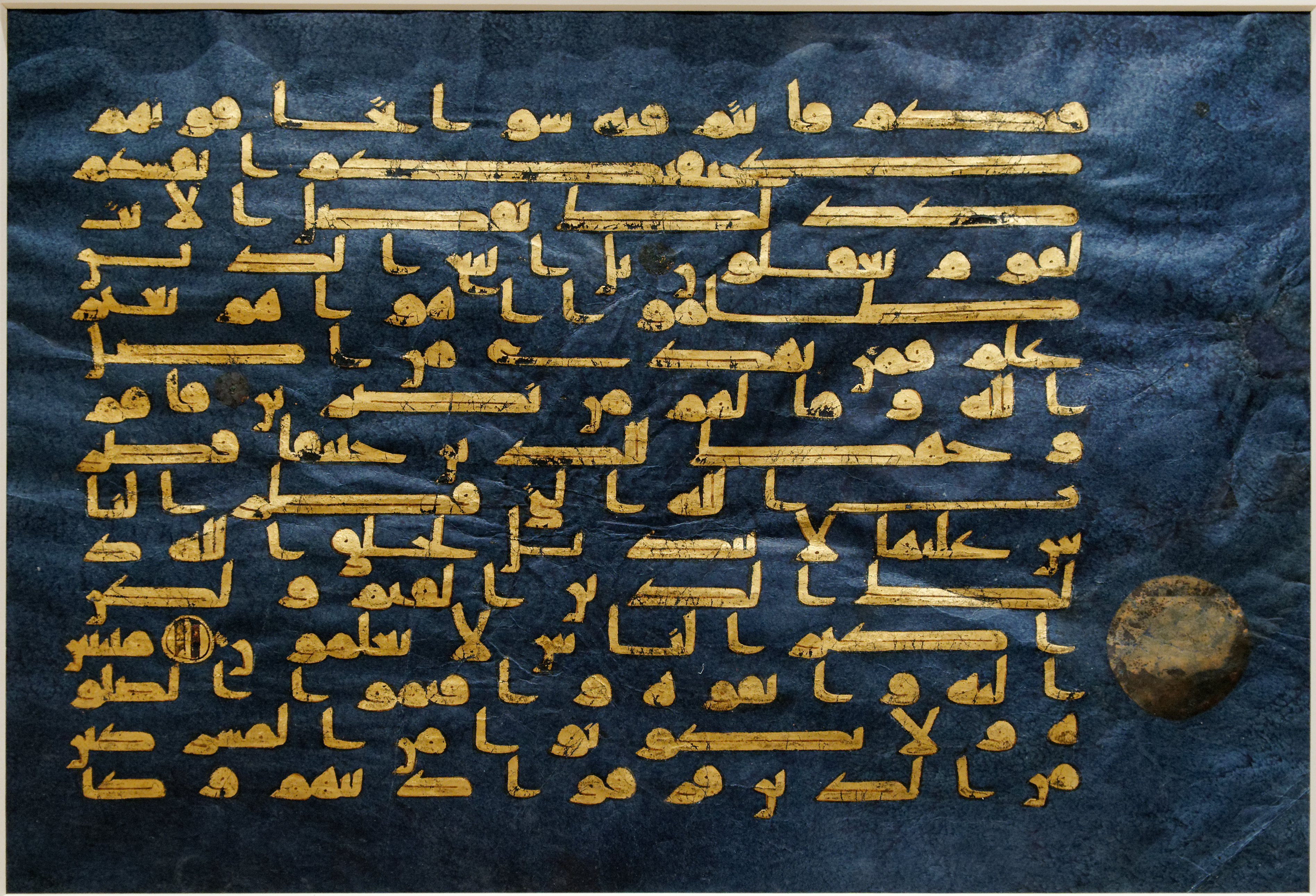
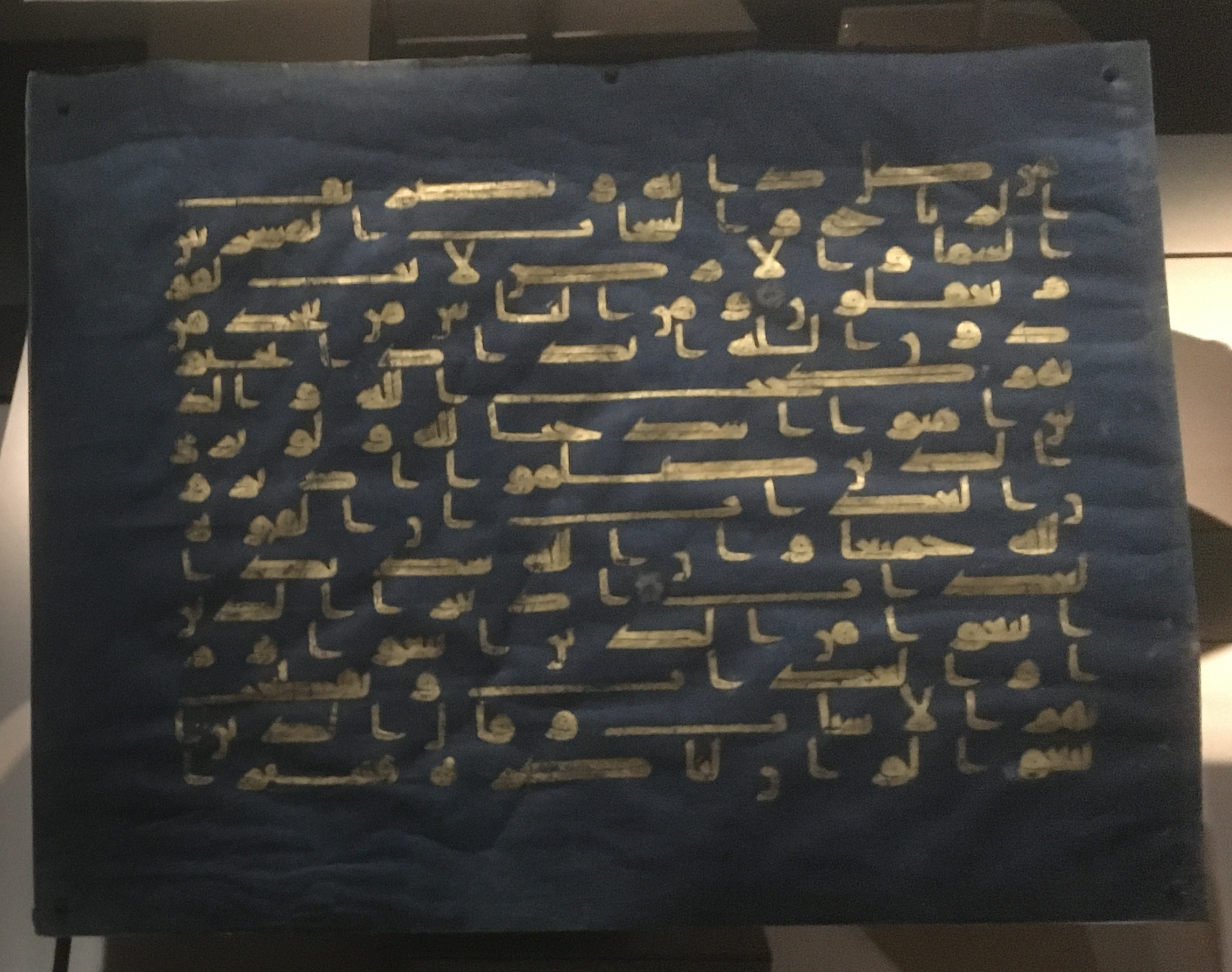
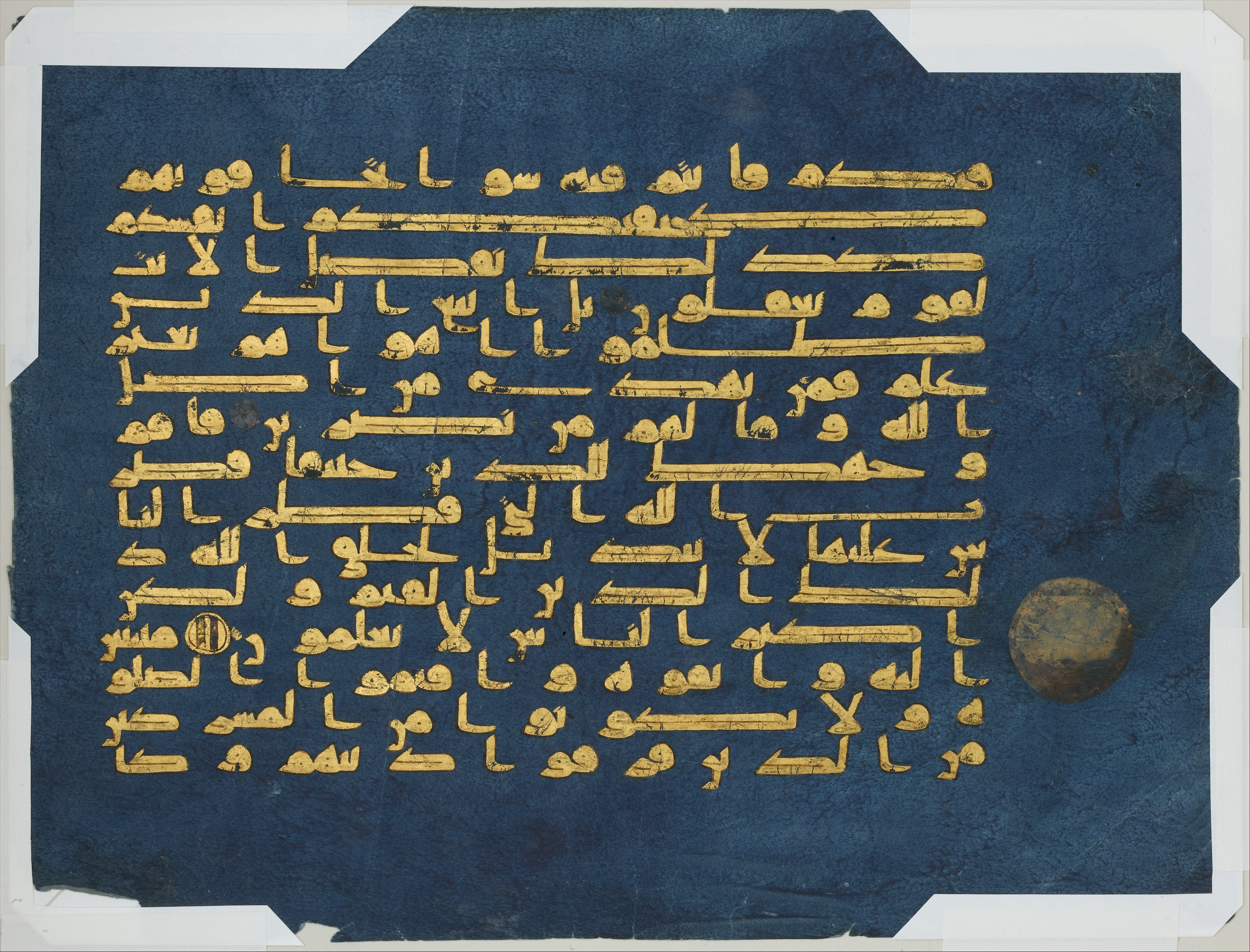